# Сержант Мертва Голова
Сержант Мертва Голова (Sergeant Deadhead) — американський комедійний мюзикл Нормана Торога 1965 року.

## Сюжет
Сержант Мертва Голова — незграбний солдат, якого випадково послали у космос. Коли він повертається додому, він стає національним героєм. Але з'являється інший солдат, який виглядає точно так само, як він, сержант Донован, який займає його місце.

## У ролях
- Френкі Авалон — Сержант Мертва Голова / сержант Донован
- Дебора Воллі — авіатор Люсі Тернер
- Сізар Ромеро — адмірал Стоунхем
- Фред Кларк — генерал Руфус Фогг
- Гейл Гордон — капітан Вайськопф
- Харві Лембек — авіатор МакЕвой
- Джон Ешлі — авіатор Філрой
- Бастер Кітон — авіатор Блінкен